# West Valley City, Utah
West Valley City là một thành phố tại Salt Lake County và thuộc vùng ngoại ô của thành phố Salt Lake, bang Utah, Hoa Kỳ. Dân số là 129.480 theo kết quả điều tra dân số năm 2010, là thành phố lớn thứ hai ở bang Utah. Thành phố được sáp nhập từ các khu vực như Granger, Hunter, Chesterfield, và Redwood vào năm 1980. Thành phố được biết đến nhiều với Trung tâm Maverik và nhà hát USANA Amphitheater.

## Địa lý
Theo Cục điều tra dân số Hoa Kỳ, thành phố có tổng diện tích 35,5 dặm vuông (91,8 km ²), trong đó, 35,4 dặm vuông (91,7 km ²) là đất và 0,1 dặm vuông (0,2 km ²) là diện tích mặt nước.
West Valley nằm ở phía tây bắc của Thung Lũng Salt Lake, nằm giữa Salt Lake City ở phía bắc, phía đông là Nam Salt Lake. Quận Magna ở phía tây, và Taylorsville và Kearns Township ở phía nam. Dãy núi Oquirrh có thể thấy lờ mờ trên thành phố về phía tây, trong khi sông Jordan đánh dấu ranh giới ở phía đông.

## Nhân khẩu học
Có 38.535 hộ gia đình, trong đó 47,1 % có trẻ em dưới 18 tuổi sống cùng với họ, 61,3 % là các cặp vợ chồng sống với nhau, 13,2 % có một chủ hộ là nữ không có mặt chồng, và 19,6 % không gia đình. 14,7 % các hộ gia đình chỉ có 1 cá nhân và 3,9 % có người sống một mình và có độ tuổi 65 tuổi trở lên.
Dân số của thành phố có 33,7 % ở độ tuổi dưới 18, 12,9 % 18 - 24, 30,7 % 25 - 44, 17,4 % từ 45 đến 64, và 5,4 % từ 65 tuổi trở lên. Tuổi trung bình là 27 tuổi. Đối với mỗi 100 nữ có 102,3 nam giới. Đối với mỗi 100 nữ 18 tuổi trở lên, có 100,5 nam giới.
Thu nhập bình quân của một hộ gia đình trong thành phố là $ 45.773. Nam giới có thu nhập trung bình $ 32.116 so với 22.693 $ cho nữ giới. Thu nhập bình quân đầu người thành phố là 15.031 $. Khoảng 6,7 % gia đình và 8,7 % dân số sống dưới mức nghèo khổ, trong đó có 11,0 % những người dưới 18 tuổi và 3,5 % là những người 65 tuổi trở lên.